# 기계
기계(機械) 또는 기기(器機)는 동력을 사용하여 작업을 수행하는 도구를 통틀어 이르는 말이다.

## 역사
단순한 기계의 개념은 기원전 3세기 경 그리스의 철학자 아르키메데스와 함께 기원하였으며, 그는 단순한 아르키메데스 기계들을 연구했다: 지대, 도르래, 나사.
나중에 그는 지렛대에서 기계적 확대율의 원리를 발견했다.

## 기계와 다른 장치의 종류
| 구분           | 종류 | 종류 |
| -------------- | --- | --- |
| 단순 기계      | 사면, 바퀴, 축바퀴, 지레, 도르래, 쐐기, 나사                                                                                     | 사면, 바퀴, 축바퀴, 지레, 도르래, 쐐기, 나사                                                                                     |
| 공구 구성 요소 | 기어, 밧줄, 용수철, 바퀴, 축, 베어링, 벨트, 방취판 (하수구 S자형 관), 롤러 체인, 링크 체인, 래크와 피니언 톱니바퀴, 잠그개, 열쇠 | 기어, 밧줄, 용수철, 바퀴, 축, 베어링, 벨트, 방취판 (하수구 S자형 관), 롤러 체인, 링크 체인, 래크와 피니언 톱니바퀴, 잠그개, 열쇠 |
| 시계           | 원자 시계, 크로노미터, 진자 시계, 석영 시계                                                                                      | 원자 시계, 크로노미터, 진자 시계, 석영 시계                                                                                      |
| 압축기와 펌프  | 아르키메데스 나선양수기, 에덕터 제트 펌프, 자동 양수기, 펌프, 진공 펌프                                                          | 아르키메데스 나선양수기, 에덕터 제트 펌프, 자동 양수기, 펌프, 진공 펌프                                                          |
| 열기관         | 외연기관 | 증기기관, 스털링 엔진 |
| 열기관         | 내연기관 | 왕복기관, 방켈 엔진, 제트 기관, 로켓, 가스 터빈                                                                                  |
| 링크 장치      | 팬터그래프 | 팬터그래프 |
| 터빈           | 가스 터빈, 제트 기관, 증기 기관, 수력 터빈, 풍력 발전기, 풍차 (공기 터빈)                                                        | 가스 터빈, 제트 기관, 증기 기관, 수력 터빈, 풍력 발전기, 풍차 (공기 터빈)                                                        |
| 프로펠러 날개  | 돛, 날개, 방향키, 플랩, 프로펠러                                                                                                 | 돛, 날개, 방향키, 플랩, 프로펠러                                                                                                 |
| 전자 기기      | 컴퓨터 기기 | 계산기, 컴퓨터, 아날로그 컴퓨터                                                                                                  |
| 전자 기기      | 전자 | 트랜지스터, 다이오드, 축전기, 저항기, 유전체                                                                                     |
| 기타           | 로봇, 자판기, 풍동, 체중계 | 로봇, 자판기, 풍동, 체중계 |

## 기타
기계는 법률 용어로 쓰이기도 한다. 대한민국의 전기통신기본법에 의하면, 전기통신을 하기 위한 기계는 "전기통신설비"에 포함된다.(동법 제2조 제2호)

## 사진

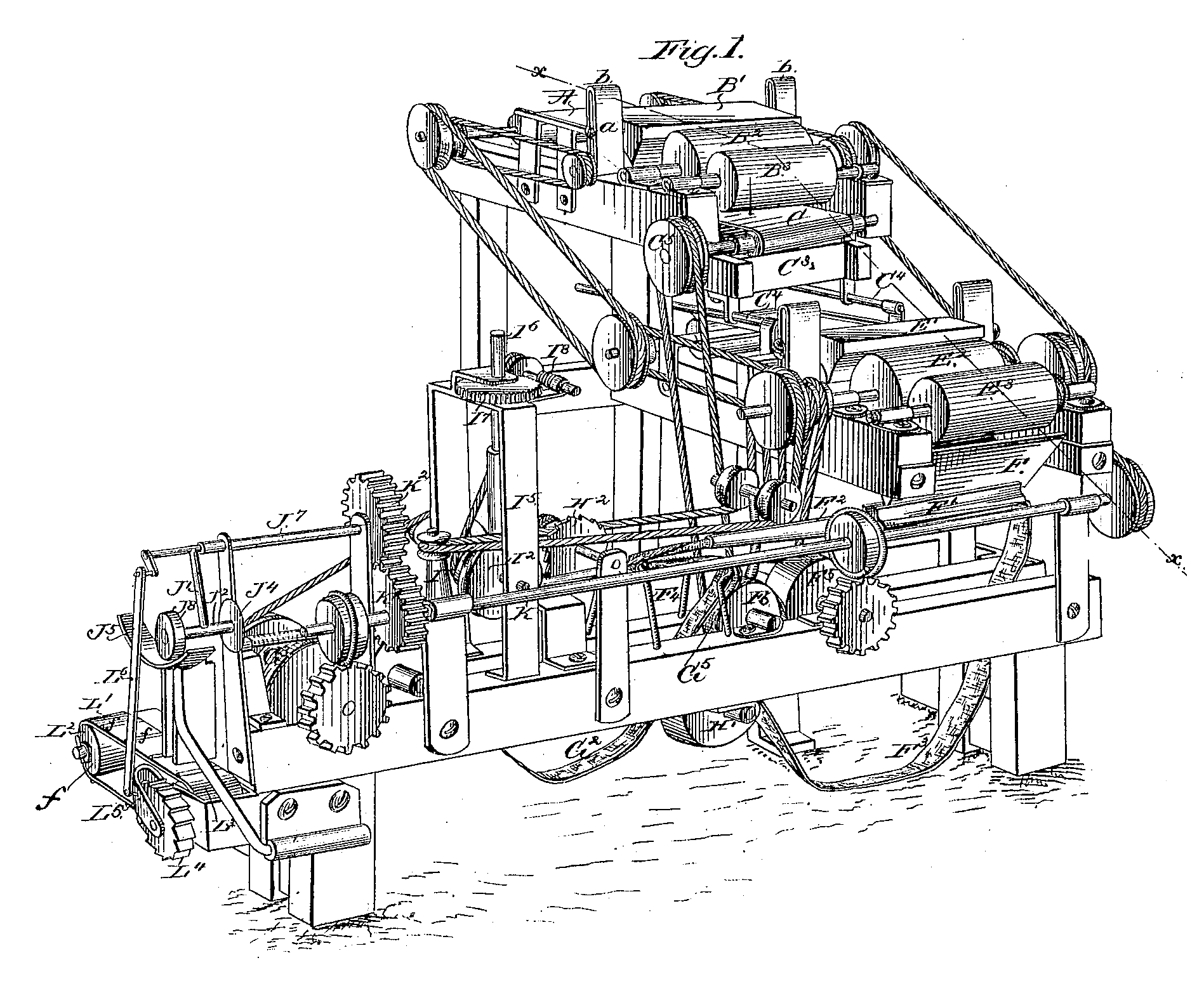

## 같이 보기
- 자동화
- 기술
- 대한기계학회